# Svenska Amerika Linien
A Swedish American Line foi uma companhia marítima sueca de passageiros. Foi fundada em dezembro de 1914 sob o nome de Rederiaktiebolaget Sverige-Nordamerika, iniciando o serviço transatlântico de Gotemburgo a Nova Iorque em 1915. Em 1925, a empresa mudou seu nome para Svenska Amerika Linien (sueco)/Swedish American Line.
A Swedish American Line foi uma das primeiras empresas a construir navios com provisões para cruzeiros fora de temporada, bem como a primeira empresa do mundo a construir um transatlântico com motor diesel. O aumento dos custos operacionais e a competição mais forte com os aviões forçaram a empresa a abandonar o tráfego de passageiros em 1975, mas as operações de carga continuaram até a década de 1980.